# Iosif Sîrbu
Iosif Sîrbu (* 21. September 1925 in Șibot; † 6. September 1964 in Bukarest) war ein rumänischer Sportschütze.

## Erfolge
Iosif Sîrbu nahm an drei Olympischen Spielen mit dem Kleinkalibergewehr teil. 1952 in Helsinki belegte er im Dreistellungskampf mit 1161 Punkte den sechsten Platz. Im liegenden Anschlag traf er ebenso wie Boris Andrejew die mögliche Höchstpunktzahl von 400 Punkten, bei der anschließenden Auszählung der perfekten Treffer in die Zielmitte setzte er sich mit 33 perfekten Treffern gegenüber 28 Treffern von Andrejew durch. Damit wurde Sîrbu vor Andrejew und Arthur Jackson Olympiasieger. Bei den Olympischen Spielen 1956 in Melbourne, bei denen er als Fahnenträger der rumänischen Delegation bei der Eröffnungsfeier fungierte, schloss er den Wettbewerb im Dreistellungskampf auf dem siebten und im liegenden Anschlag auf dem fünften Platz ab. Vier Jahre darauf in Rom erreichte er den zwölften Rang im Dreistellungskampf sowie den zehnten Rang im liegenden Anschlag.
1958 wurde Sîrbu, der während seiner Karriere für Steaua Bukarest antrat, in Moskau im liegenden Anschlag Vizeweltmeister im Mannschaftswettbewerb. Auf nationaler Ebene gewann er über 50 Titel.